# Jan Gustafsson
Jan Gustafsson (* 25. Juni 1979 in Hamburg) ist ein deutscher Großmeister im Schach und im Rahmen diverser Onlineplattformen als Moderator und Kommentator tätig. Gustafsson ist seit April 2023 Bundestrainer der deutschen Schach-Nationalmannschaft der Herren.

## Frühe Jahre
Jan Gustafsson erlernte das Schachspiel von seinem Vater im Alter von 10 Jahren. Zu dem Zeitpunkt segelten seine Familie und er auf einem Elf-Meter-Schiff für ein paar Jahre im Mittelmeer. Als er mit 11 Jahren zurück in Hamburg war, setzte er seine schachliche Ausbildung beim Hamburger SK fort. Bereits als Jugendlicher hatte er Erfolge auf deutscher Ebene vorzuweisen, so gewann er 1992 die Deutsche Mannschaftsmeisterschaft in der Altersklasse U13, 1994 in Bad Bevensen die Deutsche Meisterschaft in der Altersklasse U15 und 1996 sowohl die Einzelmeisterschaft in der Altersklasse U17 als auch die Mannschaftsmeisterschaft in der Altersklasse U20. In den Jahren 1997 und 1998 gewann er in den Niederlanden die offene Jugendmeisterschaft in der Altersklasse U20. 1999 begann er ein Jurastudium an der Universität Konstanz.

## Einzelerfolge
Im Jahr 1999 wurde Gustafsson von der FIDE zum Internationalen Meister ernannt und im gleichen Jahr gewann er bei der 10. NATO Chess Championship 1999 in Stetten am kalten Markt das Blitzturnier. Er hatte die höchste Einzelwertung im klassischen Schach und gewann mit dem deutschen Team. 2003 wurde er Großmeister und zu einem der stärksten deutschen Schachspieler. Gustafsson wurde 2004, 2005 und 2011 deutscher Vizemeister. Er ist auch ein sehr starker Blitzspieler und wurde 2001 und 2010 deutscher Blitzmeister.
Im Juli 2008 gelang es ihm, bei den Dortmunder Schachtagen im Superturnier mit 4 Punkten aus 7 Partien den geteilten zweiten Platz hinter Péter Lékó zu belegen. Er konnte u. a. den ehemaligen Schachweltmeister Wladimir Kramnik hinter sich lassen.

## Elo-Diagramm
| Die zur Anzeige dieser Grafik verwendete Erweiterung wurde dauerhaft deaktiviert. Wir arbeiten aktuell daran, diese und weitere betroffene Grafiken auf ein neues Format umzustellen. (Mehr dazu) |

## Nationalmannschaft
Im Jahre 2002 wurde er anlässlich eines Freundschaftskampfes gegen Griechenland erstmals in die deutsche Nationalmannschaft nominiert. 2004 in Calvià, 2006 in Turin, 2008 in Dresden und 2012 in Istanbul vertrat er Deutschland bei Schacholympiaden, bei Mannschaftseuropameisterschaften gehörte er bei allen fünf Wettbewerben von 2003 bis 2011 zur deutschen Mannschaft. Im November 2011 wurde er mit der deutschen Nationalmannschaft nach einem Sieg gegen Armenien in der letzten Runde Europamannschaftsmeister. Seit April 2023 ist Gustafsson Bundestrainer der deutschen Schach-Nationalmannschaft der Herren.

## Vereine
Seit 1997 ist Gustafsson Stammspieler in der ersten Schachbundesliga. 2009 wechselte er vom Hamburger SK zum amtierenden deutschen Mannschaftsmeister OSG Baden-Baden, mit dem er in den Jahren 2010, 2011, 2012, 2013, 2014, 2015, 2017, 2018, 2019, 2021, 2022 und 2023 Meister wurde. In der Saison 2023/24 meldete Gustafsson für den Kader der SF Deizisau, 2024/25 für den Düsseldorfer SK 1914/25.
In der österreichischen 1. Bundesliga spielte er von 2000 bis 2010 für den SK Hohenems, mit dem er 2004 Mannschaftsmeister wurde, und von 2010 bis 2012 für den SK Sparkasse Jenbach, mit dem er 2011 österreichischer Mannschaftsmeister wurde.
Die niederländische Mannschaftsmeisterschaft gewann Gustafsson 2003 und 2005 mit ZZICT/De Variant Breda, er hat in dieser Liga auch schon für Apeldoorn gespielt. In der spanischen Mannschaftsmeisterschaft spielte er 2004 und 2005 für CA Valencia-Cuna del Ajedrez Moderno, 2008 und 2010 für CA Escuela Int. Kasparov-Marcote Mondariz, mit denen er 2010 den Titel gewann, und 2015 für Chess24-VTI-Atocha. Außerdem spielte Gustafsson auch schon in Schweizer (für den SV Wollishofen) und französischen Ligen (für Orcher la Tour Gonfreville).

## Sekundant und Trainer
Gustafsson ist auch als Sekundant tätig. Unter anderem arbeitete er für Magnus Carlsen, Péter Lékó und Jan Smeets. Als Teil des Sekundantenteams konnte er Carlsen zur Titelverteidigung bei der Schachweltmeisterschaft 2016 gegen Sergei Karjakin, 2018 gegen Fabiano Caruana und 2021 gegen Jan Nepomnjaschtschi verhelfen.
Nachdem Magnus Carlsen keine Schachweltmeisterschaften mehr spielt, ist er als Sekundant für Anish Giri tätig. Dieser gab das Engagement nach seinem Sieg im Tata-Steel-Schachturnier in Wijk aan Zee bekannt.
Bei der Schacholympiade 2018 in Batumi war Gustafsson Trainer der niederländischen Mannschaft, bei der Schacholympiade 2022 in Chennai Trainer der deutschen Mannschaft.
Im April 2024 geriet Gustafsson in die Kritik, als bekannt wurde, dass er auch als Sekundant für Jan Nepomnjaschtschi beim Schach-Kandidatenturnier in Toronto tätig ist. Gustafsson war der Team Captain des siegreichen „WR Chess Team“ von Schach Mäzen Wadim Rosenstein bei der FIDE World Blitz Team Championship 2025.

## Weitere Tätigkeiten

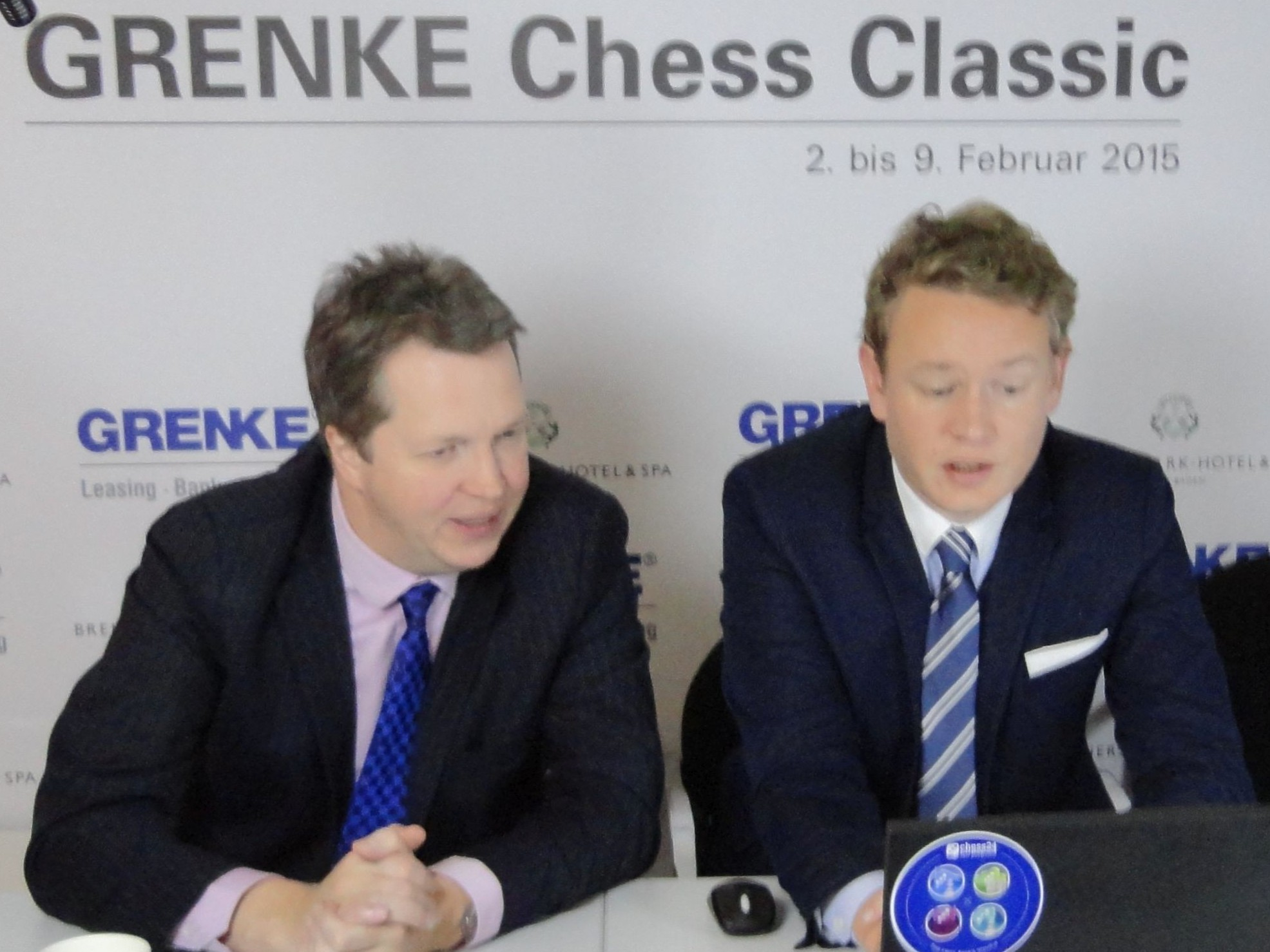
Nigel Short und Jan Gustafsson kommentieren live im Internet bei den GRENKE Chess Classic 2015 in Baden-Baden

Für ChessBase nahm er Videolektionen auf, die unter dem Titel Schwarzrepertoire gegen 1. e4 auf DVD veröffentlicht wurden. In diesen empfiehlt er unter anderem den Marshall-Angriff, zu dessen führenden Experten er gehört. Außerdem hat er auf der Plattform Chess24, deren Mitgründer er ist, zahlreiche Videolektionen zu Eröffnungen und Mittelspiel publiziert und kommentiert dort auch regelmäßig Turniere im Livestream.
Gustafsson ist für seinen trockenen Humor und seine Wortwitze bekannt, die er regelmäßig in seine Moderation einfließen lässt. Schachhistoriker Edward Winter nannte Gustafsson einen der fünf besten Schachkommentatoren im Internet.
Zeitweise spielte er sehr viel Poker und hat 2007 gemeinsam mit Marcel Lüske das Buch Poker für Gewinner (ISBN 978-3-9811543-1-3) verfasst. Er brachte auch den deutschen Schachgroßmeister Matthias Wahls zum Poker, der 2007 die weltweit größte Pokerschule PokerStrategy.com mitgründete.
Periodisch ist Gustafsson auch auf dem Internetsender Rocket Beans TV zu sehen und kommentiert das dort stattfindende Schachturnier Zugzwang. Von Oktober 2020 bis Oktober 2021 moderierte Gustafsson zudem zweiwöchig eine Schachshow namens Lach- & Schachgeschichten mit Jan Gustafsson.
Seit Oktober 2016 besitzt Gustafsson einen eigenen YouTube-Kanal. Seit Dezember 2020 betreibt Gustafsson auch seinen eigenen Kanal auf der Streaming-Plattform Twitch.